# Елисаветградский уланский полк
Елисаветградский уланский полк — кавалерийская воинская часть Русской императорской армии.

## История полка
В 1812 году, на основании распоряжения от 5 июня 1812 года, под руководством полковника графа де-Витта на территории Киевской и Каменец-Подольской губерний сформирован 2-й Украинский казачий полк.
Полк принял участие в Отечественной войне 1812 года и Заграничном походе Русской армии 1813—1814 годов, за заслуги в которых полку пожалованы серебряные трубы.
26 октября 1816 года полк переименован во 2-й Украинский уланский полк, в составе Украинской уланской дивизии.
31 декабря 1817 года приказано из половины 2-го Украинского уланского полка и рекрутов сформировать новый 4-й Украинский уланский полк в составе 6 действующих, 3 поселенных и 3 резервных эскадронов (прежний 4-й Украинский уланский полк, сформированный в 1812 году, этим же приказом был разделён на 3-й Бугский уланский полк и 4-й Бугский уланский полк), в составе Украинской уланской дивизии (с 18 сентября 1818 года — 3-я уланская дивизия).
Новому 4-му Украинскому уланскому полку передана половина серебряных труб 2-го Украинского уланского полка, с добавлением надписи «2-го Украинскаго Казачьяго полка, 30-го Августа 1814 года».
Полк назначен к поселению в Херсонской губернии, где образован округ военного поселения полка.
5 мая 1827 года велено резервные эскадроны составить из строевых нижних чинов и кантонистов, а поселенцев распределить в поселенные эскадроны, отдельно от резервных.
20 декабря 1828 года на гербы шапок и пуговицы присвоен № 12.
25 июня 1830 года 4-й Украинский уланский полк переименован в Елисаветградский уланский полк.
В 1831 году полк принял участие в усмирении польского восстания, участвовал в сражении на Понарских высотах, при штурме Воли и Варшавы.
21 марта 1832 года приказано полк оставить в составе 6 действующих и 3 резервных эскадронов, а поселенные эскадроны выделить в ведение особого начальника. Поселенные эскадроны названы 8-м кавалерийским округом Новороссийского военного поселения.
21 марта 1833 года полк приказано привести в состав 8 действующих и 1 резервного эскадронов, в составе 2-й уланской дивизии. На гербы шапок и пуговицы присвоен № 22; установлена вороная масть лошадей.
30 августа 1834 года повелено иметь для полка в запасных войсках запасный полуэскадрон № 44.
23 марта 1835 года 7-й эскадрон Елисаветградского уланского полка передан в Курляндский уланский полк, где переименован в резервный эскадрон; 8-й эскадрон Елисаветградского уланского полка передан в Лубенский гусарский полк, где также переименован в резервный. Елисаветградский уланский полк приведён в состав 6 действующих и 1 резервного эскадронов.
4 апреля 1836 года запасному полуэскадрону присвоен № 40.
8 августа 1836 года приказано в 8-м кавалерийском округе Новороссийского военного поселения учредить 2 эскадрона кантонистов, для комплектования полка обученными унтер-офицерами.
23 декабря 1841 года упразднён резервный эскадрон.
25 января 1842 года приказано для Елисаветградского уланского полка иметь в составе запасных войск резервный и запасный эскадроны, комплектуемые из числа бессрочноотпускных нижних чинов.
18 декабря 1848 года повелено иметь для резервного и запасного эскадронов постоянные кадры.
В 1849 году полк принял участие в Венгерском походе в составе отряда генерал-лейтенанта Гротенгельма.
31 декабря 1851 года в ходе реорганизации полков кавалерии приказано к Елисаветградскому уланскому полку в качестве 7-го и 8-го эскадронов присоединить 1-й и 2-й эскадроны расформированного Уланского Ея Императорского Высочества Великой Княгини Екатерины Михайловны полка (бывшего Серпуховского). Также в Елисаветградский уланский полк передано шефство бывшего Уланского Ея Императорского Высочества Великой Княгини Екатерины Михайловны полка, Елисаветградский уланский полк переименован в Уланский Ея Императорского Высочества Великой Княгини Екатерины Михайловны полк; на гербы шапок и пуговицы присвоен № 18.
В 1855 году полк принял участие в Крымской войне, участвовал в сражениях при Евпатории, на Чёрной речке, бою при Кангиле.
17 апреля 1856 года на гербы шапок и пуговицы присвоен № 16.
3 июля 1856 года 1-й и 2-й эскадроны Уланского Ея Императорского Высочества Великой Княгини Екатерины Михайловны полка (бывшего Елисаветградского) со всеми знаками отличия переданы, в качестве 3-го дивизиона, в состав Ольвиопольского уланского полка. Остальные эскадроны бывшего Уланского Ея Императорского Высочества Великой Княгини Екатерины Михайловны расформированы.

## Отличия полка
19 серебряных труб с надписью «2-го Украинскаго Казачьяго полка, 30-го Августа 1814 года», переданных при сформировании полка от 2-го Украинского уланского полка.
6 декабря 1831 года за польскую кампанию 1831 года пожалованы на шапки знаки с надписью «За отличiе».
1 января 1832 года пожалованы три штандарта (образца 1827 года; светло-синие углы, серебряное шитьё), по одному на дивизион.
3 апреля 1834 года пожалован штандарт 4-му дивизиону (23 марта 1835 года повелено сдать на хранение).
19 марта 1850 года за венгерскую кампанию на имеющиеся серебряные трубы пожалована надпись «2-го Украинскаго Казачьяго полка, 30-го Августа 1814 года и за усмиренiе Трансильванiи въ 1849 году».
31 декабря 1851 года в 4-й дивизион полка передан штандарт 1-го дивизиона Уланского Ея Императорского Высочества Великой Княгини Екатерины Михайловны полка.
3 июля 1856 года штандарт 1-го дивизиона, знаки на головные уборы и серебряные трубы переданы в 3-й (позднее — 2-й) дивизион Ольвиопольского уланского полка. Остальные штандарты повелено сдать на хранение.

## Шеф полка
- 31.12.1851 — 03.07.1856 — великая княгиня Екатерина Михайловна

## Командиры полка
- 18.01.1818 — 16.09.1826 — полковник (генерал-майор) Дмитрий Михайлович Станкевич
- 16.09.1826 — 22.01.1833 — подполковник (полковник) барон Зальца 2-й
- 22.01.1833 — 19.10.1837 — полковник Иосиф Венедиктович Лясотович
- 19.10.1837 — 12.01.1845 — полковник (генерал-майор) Александр Иванович Калагеоргий
- 12.01.1845 — 14.06.1845 — полковник Александр Дмитриевич Корсаков
- 14.06.1845 — 11.11.1854 — (до 31.10.1845 командующий) подполковник (полковник, генерал-майор) Иван Карлович Гермейер
- 11.11.1854 — 04.07.1856 — полковник Павел Владимирович Андрузский